# Volba prezidenta České republiky 2018
Volba prezidenta České republiky proběhla v lednu 2018. Z prvního kola voleb, které se uskutečnilo 12. a 13. ledna, postoupili z devíti kandidátů do druhého kola dosavadní prezident Miloš Zeman a bývalý předseda Akademie věd Jiří Drahoš. Ve druhém kole 26. a 27. ledna pak o 152 184 hlasů (2,74 procentního bodu), zvítězil Miloš Zeman. Své druhé funkční období zahájil 8. března 2018 složením prezidentského slibu. Volební účast v prvním kole byla 61,92 %, ve druhém pak 66,60 %.

## Harmonogram
Před skončením mandátu prezidenta Miloše Zemana probíhá druhá přímá volba prezidenta České republiky. Volbu vyhlásil předseda Senátu na 12. a 13. ledna 2018 (v pátek od 14 do 22 hodin, v sobotu 8 do 14 hodin). Druhé kolo volby připadá na 26. a 27. ledna 2018. Kandidátní listiny mohly být podávány nejpozději do 7. listopadu 2017, devět prezidentských kandidátů bylo poté potvrzeno Ministerstvem vnitra 24. listopadu. Prezident se v Česku volí přímo, na základě změny ústavy a příjetí zákona z října 2012.
Kandidátní listiny bylo třeba odevzdat Ministerstvu vnitra 66 dnů před dnem voleb, tedy do 7. 11. 2017. Součástí jsou jména podporujících poslanců či senátorů anebo petice s nejméně 50 tisíci podpisy voličů. Protože žádný z kandidátů v prvním kole nezískal více než 50 % hlasů, konalo se 2. kolo volby, do kterého postoupili Miloš Zeman a Jiří Drahoš, dva kandidáti s největším počtem hlasů z 1. kola. Do druhého kola mohlo teoreticky postoupit i více kandidátů, pokud by v prvním kole získali shodný počet hlasů. 2. kolo voleb se konalo po dvou týdnech 26. a 27. ledna. Vítěz voleb byl zjevný po necelých dvou hodinách od uzavření volebních místností. Podle předběžného prohlášení Českého statistického úřadu by sčítání ve druhém kole mělo být rychlejší a výsledky měly být pravděpodobně známé do 17.30 hodin. V 17.30 bylo skutečně zpracováno 99,99–100,00 % volebních okrsků. Konečné oficiální výsledky byly zpracovány v 19.50 hodin.
I v případě prezidentských voleb bylo možné hlasovat mimo místo svého trvalého bydliště. Žádost o voličský průkaz bylo nutné zaslat do 5. ledna 2018, nebo šlo o průkaz zažádat osobně do 10. ledna 2018 do 16. hodiny. Poté došlo k uzavření stálého seznamu voličů. Datem inaugurace zvoleného prezidenta je pak 8. březen 2018.

## Uchazeči

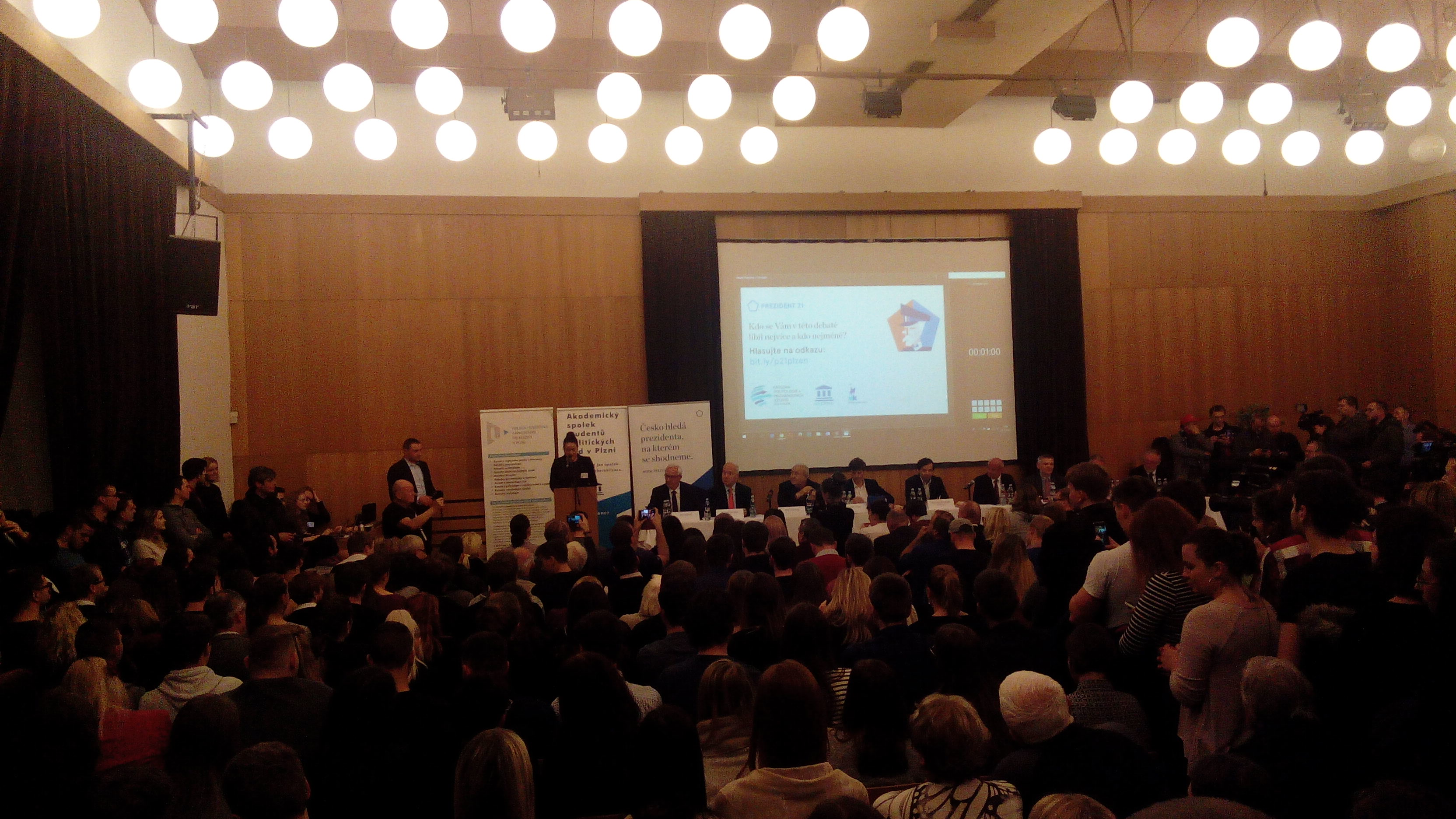
Debata 8 z 9 prezidentských kandidátů v Plzni v listopadu 2017

Jako první zájem projevil již v červenci 2014 sociálnědemokratický senátor Zdeněk Škromach. Na to vzápětí reagoval římskokatolický kněz Tomáš Halík, který prohlásil, že „kdyby měl zemi reprezentovat pan Škromach v bazénku, tak by asi musel reagovat“. Na to zase reagoval bývalý prezident Václav Klaus, který prohlásil, že pokud bude na prezidenta kandidovat Tomáš Halík, tak bude muset i on.
Vzhledem k tomu, že Andrej Babiš byl v roce 2014 nejpopulárnějším politikem v České republice, spekulovalo se i o jeho kandidatuře. Babiš ji však koncem listopadu 2014 vyloučil s tím, že jej náplň tohoto úřadu nemotivuje. Prohlásil tehdy dále, že by on sám dobře vedl koaliční vládu, zatímco pro funkci prezidenta by se více hodil tehdejší premiér Bohuslav Sobotka. Ten ale o prezidentské kandidatuře neuvažoval. Kandidaturu také vyloučili např. Jana Bobošíková,[zdroj⁠?!] Vladimír Dlouhý,[zdroj?] Jan Fischer, Táňa Fischerová, Vladimír Franz, Tomáš Halík, Václav Klaus, Petr Kolář, Jaroslav Kubera, Petr Pavel, Petr Pithart, Petr Robejšek, Karel Schwarzenberg, Přemysl Sobotka, Pavel Telička a Milan Zelený.

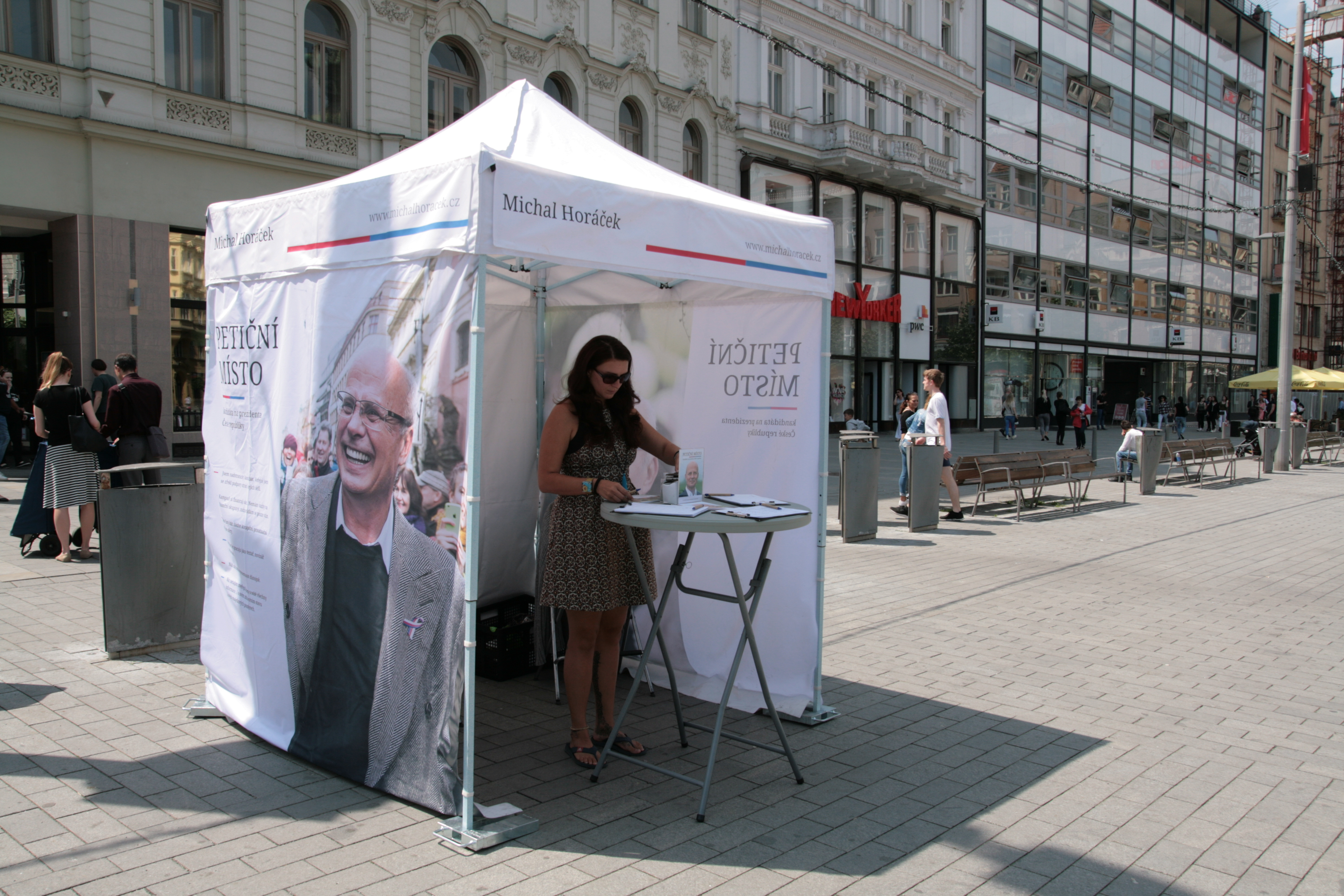
Sběr podpisů pro Michala Horáčka na náměstí Svobody v Brně

Kandidaturu také nevyloučili někteří neúspěšní kandidáti z voleb v roce 2013, jmenovitě Jiří Dienstbier, Jana Bobošíková[rozpor] či Zuzana Roithová. Ti však zároveň tvrdili, že ji ani nevylučují, ani nepřipravují. Vladimír Franz další kandidaturu podle svých slov neřešil. Táňa Fischerová ji na 99 % vyloučila a její zvážení podmínila změnou volebního systému. Zcela pak svou kandidaturu vyloučili Karel Schwarzenberg a Přemysl Sobotka. O návratu do české politiky neuvažoval ani Jan Fischer. Podle Lidových novin byla možná opětovná kandidatura i tehdejšího šéfa Hospodářské komory Vladimíra Dlouhého. Média nicméně spekulovala i o dalších jménech, jako byli europoslanec Jiří Pospíšil, politický aktivista Šimon Pánek, předseda Svobodných Petr Mach, europoslanec Jan Keller, či prezident Nejvyššího kontrolního úřadu Miloslav Kala. Celkem bylo uváděno až 20 možných protikandidátů obhajujícího prezidenta Miloše Zemana.
V prezidentských volbách 2018 se velmi často objevuje v médiích téma transparentních účtů kandidátů. Ti totiž byli povinni takový účet mít založený již počátkem září 2017. Účty většina prezidentských kandidátů skutečně založila a je na nich možné sledovat finanční aktivity spojené s prezidentskými kampaněmi. Mediální ohlas však vzbudil zejména účet prezidenta Miloše Zemana, který okamžitě zahltily „halířové příspěvky“, které jsou posílány s negativními komentáři nebo třeba se vzkazy reklamního charakteru. Na tento účet poukázalo mnoho osobností na sociálních sítích, čímž se intenzita těchto příspěvků ještě zvětšila.

### Kandidáti
Kandidáti jsou podle zákona do volby nominováni podáním kandidátní listiny u Ministerstva vnitra. Podmínky pro účast v prezidentské volbě splnilo devět kandidátů.
Zisk alespoň 50 000 podpisů pro občanskou nominaci oznámili Jiří Drahoš, Michal Horáček a Miloš Zeman. Dostatečnou podporu od senátorů (minimálně 10) měl Pavel Fischer, Marek Hilšer a Mirek Topolánek, dostatek podpisů poslanců (min. 20) měli Petr Hannig, Jiří Hynek a Vratislav Kulhánek. Podporu senátorů měl mít i Jaroslav Kubera a dostatek podpisů občanů podle svého tvrzení také Vladimír Boštík, ti se však nakonec rozhodli nekandidovat.
| Č. | Fotografie      | Jméno              | Počet uznaných podpisů | Poznámky |
| -- | --------------- | ------------------ | ---------------------- | --- |
| 1  | Mirek Topolánek | Mirek Topolánek    | 10 senátorů            | Bývalý předseda vlády a někdejší předseda ODS Mirek Topolánek oznámil 6. listopadu 2017, že sehnal potřebných 10 podpisů od senátorů, z toho 9 jedinečných, a zúčastní se tak prezidentských voleb 2018. S úmyslem kandidovat přišel nečekaně na poslední chvíli. Před oznámením kandidatury působil v soukromém sektoru, zejména na manažerských pozicích v energetice. Senátoři za ODS ho navrhli prostřednictvím zmocněnce Mgr. Dalibora Veřmiřovského.                                     |
| 2  | Michal Horáček  | Michal Horáček     | 86 940 občanů          | Textař, producent, bývalý spolumajitel sázkové kanceláře Fortuna a milionář. Svou kandidaturu oficiálně oznámil 3. listopadu 2016. Začátkem května 2017 ohlásil, že už se mu podařilo nasbírat potřebný počet podpisů. Kandidaturu se zhruba 86 tisíci podpisy občanů odevzdal na ministerstvo vnitra 1. listopadu 2017. Navrhla ho Mgr. Tereza Diepoldová, a to prostřednictvím zmocněnce MgA. Jana Králíka.                                                                                  |
| 3  | Pavel Fischer   | Pavel Fischer      | 17 senátorů            | Bývalý velvyslanec ve Francii a Monaku a poradce prezidenta Václava Havla ohlásil svou kandidaturu 5. října 2017. Dne 27. října 2017 odevzdal svou kandidaturu na ministerstvu vnitra s podpisy 17 senátorů. Senátoři za KDU-ČSL ho navrhli prostřednictvím zmocněnce Michala Bosáka. |
| 4  | Jiří Hynek      | Jiří Hynek         | 29 poslanců            | Jiří Hynek byl oficiálním kandidátem politické strany Realisté na pozici prezidenta. Dne 17. října 2017 oznámil, že se mu podařilo získat podporu 29 poslanců z pěti politických stran, z toho 14 jedinečných podpisů. Poslanci ho navrhli prostřednictvím zmocněnkyně Elišky Hynkové. |
| 5  | Petr Hannig     | Petr Hannig        | 26 poslanců            | Předseda Strany zdravého rozumu oznámil svou kandidaturu na prezidenta v červenci 2017 s tím, že chce navazovat na politiku Miloše Zemana. Podpořila jej i strana Národní demokracie. Původně se pokoušel posbírat podpisy občanů, nakonec ale 25. října 2017 odevzdal na ministerstvo vnitra 26 poslaneckých podpisů, z toho 14 jedinečných, přitom využil podpisy jak odcházejících, tak i nově zvolených zákonodárců. Poslanci ho navrhli prostřednictvím zmocněnkyně Ing. Olgy Škarydkové. |
| 6  |                 | Vratislav Kulhánek | 24 poslanců            | Manažer, který působil zejména v automobilovém průmyslu, a bývalý předseda Českého svazu ledního hokeje, člen ODA, oznámil v říjnu 2017 podporu 24 poslanců v kandidatuře na prezidenta, z toho 10 jedinečných podpisů. Poslanci ho navrhli prostřednictvím zmocněnce Martina Vaice. |
| 7  | Miloš Zeman     | Miloš Zeman        | 103 817 občanů         | Zákon umožnil stávajícímu prezidentovi druhé po sobě jdoucí volební období. Zeman dříve uvedl, že by si přál za nástupce Pavla Rychetského. Svou kandidaturu pak oznámil 9. března 2017 ve Španělském sále Pražského hradu na každoročním setkání svých příznivců. Počátkem srpna 2017 jeho manželka Ivana Zemanová, která ho na prezidenta navrhla, oznámila dostatečný počet nasbíraných podpisů pro kandidaturu.                                                                            |
| 8  | Marek Hilšer    | Marek Hilšer       | 11 senátorů            | Lékař a občanský aktivista svou kandidaturu vyhlásil 27. července 2016. Hilšer nesehnal dostatek podpisů od občanů a kandidaturu nakonec na ministerstvo vnitra odevzdal 2. listopadu 2017 s podpisy 11 senátorů, z toho 10 jedinečných. Senátoři za ČSSD a SZ ho navrhli prostřednictvím zmocněnce Petra Dauše. |
| 9  | Jiří Drahoš     | Jiří Drahoš        | 141 234 občanů         | Je vysokoškolský profesor, jenž po osmi letech v pozici předsedy Akademie věd ČR dne 28. března 2017 potvrdil svou kandidaturu na prezidenta republiky. V polovině srpna 2017 ohlásil, že se mu podařilo nasbírat potřebný počet podpisů. Navrhl ho Jakub Kleindienst, a to prostřednictvím zmocněnce Aleše Nováka. |

### Vyřazení kandidáti
Mezi uchazeči, kteří podali kandidátní listiny, ale u kterých Ministerstvo vnitra konstatovalo nesplnění zákonných podmínek, se dále objevili Petr Blaha, Daniel Felkel, Oldřich Fiala, Roman Hladík, Terezie Holovská, Libor Hrančík, David Chadim, Anna Kašná, Martin Ludačka, Karel Světnička a Josef Toman.

### Potvrdili zájem
Někteří potvrdili zájem, oznámili kandidaturu nebo zahájili kampaň, ale nakonec se volby nezúčastnili. Média uváděla především následující zájemce: Emil Adamec, Jan Berwid-Buquoy, Vladimír Boštík, Laco Déczi, Jana Yngland Hrušková, Otto Chaloupka, Milan Kohout, Igor Sládek, Miroslav Sládek, Ivan Smetana, Petr Srnec, Zdeněk Škromach a Karel Štogl.

## Kampaně

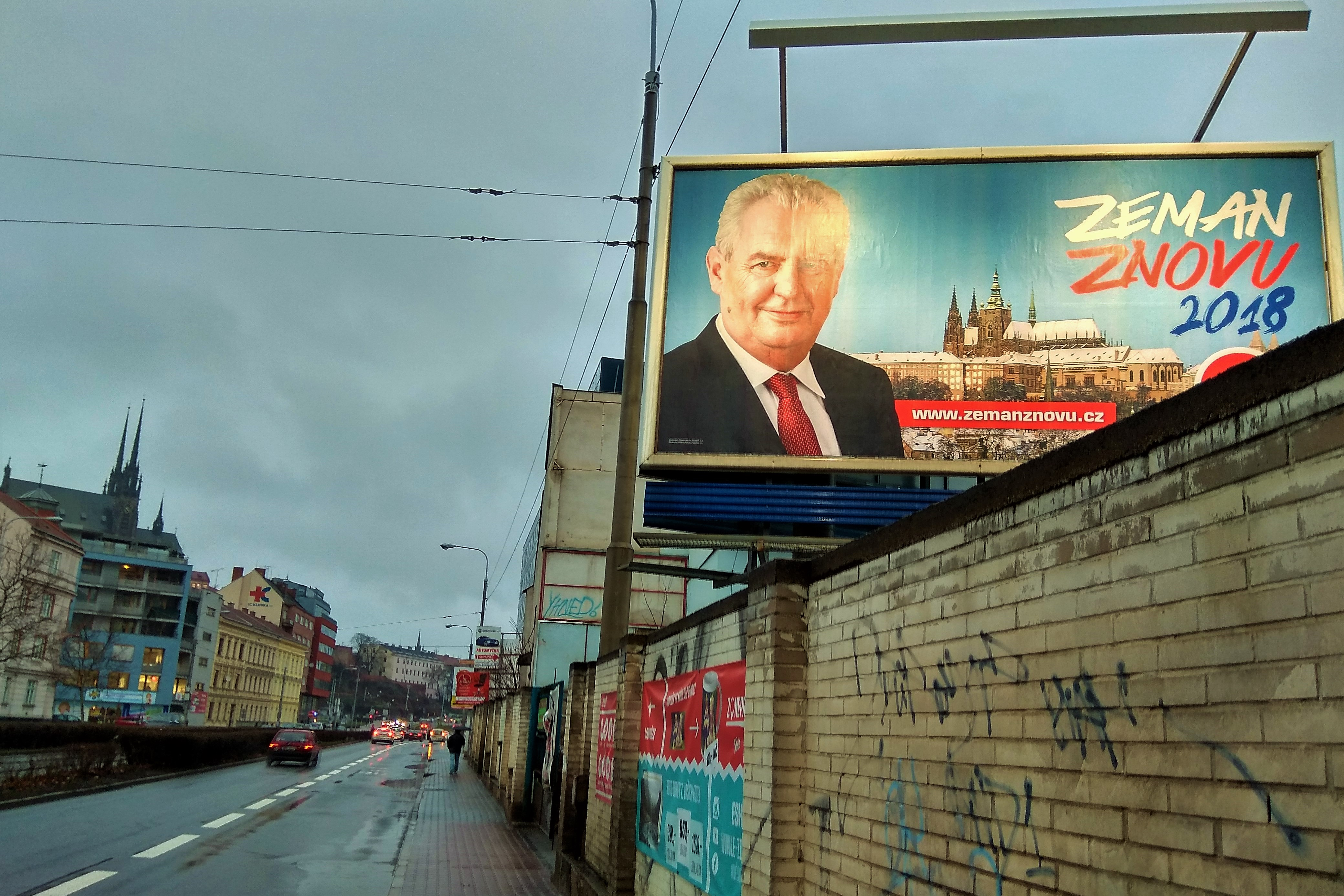
Billboard spolku Přátelé Miloše Zemana „Zeman znovu 2018“

Oficiálně volební kampaň začala 28. srpna 2017, kdy došlo k vyhlášení termínu voleb. V kampani mohl ze zákona každý z kandidátů utratit nejvýše 40 milionů Kč. V případě nezvolení prezidenta v prvním kole mohli dva postupující kandidáti do následné kampaně investovat dalších 10 milionů Kč – celkově tedy až 50 milionů Kč. Dodržování pravidel má na starosti Úřad pro dohled nad hospodařením politických stran a politických hnutí. K financování kampaně mohli kandidáti využívat pouze transparentní účty, které si museli založit nejpozději do 4. září 2017. Protože termín pro registraci kandidátů byl až v listopadu 2017, toleroval tento úřad v některých případech i pozdější založení účtu.
Kampaň mohla podle § 38a zákona o volbě prezidenta republiky vést také registrovaná třetí osoba. Tato by se měla registrovat u Úřadu pro dohled nad hospodařením politických stran a politických hnutí, zřídit volební (transparentní) účet a oznámit adresu internetových stránek, na kterých je volební účet přístupný. Za Miloše Zemana vedl masivní kampaň spolek Přátelé Miloše Zemana, který však k 4. lednu 2018 nebyl registrován jako třetí osoba. Protože spolek prováděl kampaň se souhlasem Miloše Zemana coby osoby, v jejíž prospěch ji vedl, nemusel se registrovat jako třetí osoba ani zřizovat transparentní účet. Takto dle týdeníku Respekt obcházel povinnost zveřejnit informace o financování kampaně. Předseda Strany práv občanů a člen spolku Jan Veleba v rozhovoru pro DVTV nedokázal či nechtěl vysvětlit, odkud pochází finance, které spolek na kampaň vydal. Stejně tak vyloučil, že by jeho strana kampaň organizovala, ačkoli podle údajů přispěla do kampaně nepeněžním bezúplatným plněním v hodnotě přesahující milion Kč.

### Financování kampaní
(dle zpráv o financování volební kampaně, nezahrnuje třetí osoby)
| Kandidát           | Celkové výdaje | Celkové dary  | Výdaje hrazené kandidátem | Největší dárce                 | Hodnota nepeněžitých bezúplatných plnění | Největší dárce plnění                 |
| ------------------ | -------------- | ------------- | ------------------------- | ------------------------------ | ---------------------------------------- | ------------------------------------- |
| Jiří Drahoš        | 41 129 587 Kč  | 46 685 984 Kč | 76 300 Kč                 | Martin Hájek (3 200 000 Kč)    | 3 250 218 Kč                             | Jakub Kleindienst (682 500 Kč)        |
| Michal Horáček     | 39 882 978 Kč  | 0 Kč          | 39 611 967 Kč             | -                              | 271 020 Kč                               | Jan Kára (10 000 Kč)                  |
| Mirek Topolánek    | 26 517 832 Kč  | 10 668 250 Kč | 7 416 000 Kč              | Richard Benýšek (1 100 000 Kč) | 1 309 401 Kč                             | „Dobrovolníci“ (374 400 Kč)           |
| Miloš Zeman        | 22 714 770 Kč  | 4 574 597 Kč  | 0 Kč                      | DAKO-CZ, a.s. (2 000 000 Kč)   | 22 714 770 Kč                            | Přátelé Miloše Zemana (12 718 831 Kč) |
| Pavel Fischer      | 8 381 711 Kč   | 7 052 688 Kč  | 110 000 Kč                | Atkins a Langford (979 500 Kč) | 1 313 323 Kč                             | "Práce dobrovolníků" (629 520 Kč)     |
| Vratislav Kulhánek | 5 890 733 Kč   | 7 373 542 Kč  | 0 Kč                      | Pavel Sehnal (6 071 800 Kč)    | 1 167 040 Kč                             | Vladimír Šulc (494 000 Kč)            |
| Marek Hilšer       | 1 828 347 Kč   | 454 550 Kč    | 0 Kč                      | Boleslav Buzek (150 000 Kč)    | 1 230 529 Kč                             | Petr Dauš (470 029 Kč)                |
| Jiří Hynek         | 731 947 Kč     | 440 300 Kč    | 15 845 Kč                 | Alois Plaček (60 000 Kč)       | 285 785 Kč                               | Jana Malíková (100 000 Kč)            |
| Petr Hannig        | 101 Kč         | 50 741 Kč     | 0 Kč                      | Petr Hannig (37 020 Kč)        | 76 500 Kč                                | Josef Votruba (32 400 Kč)             |

### Kampaň před 2.kolem

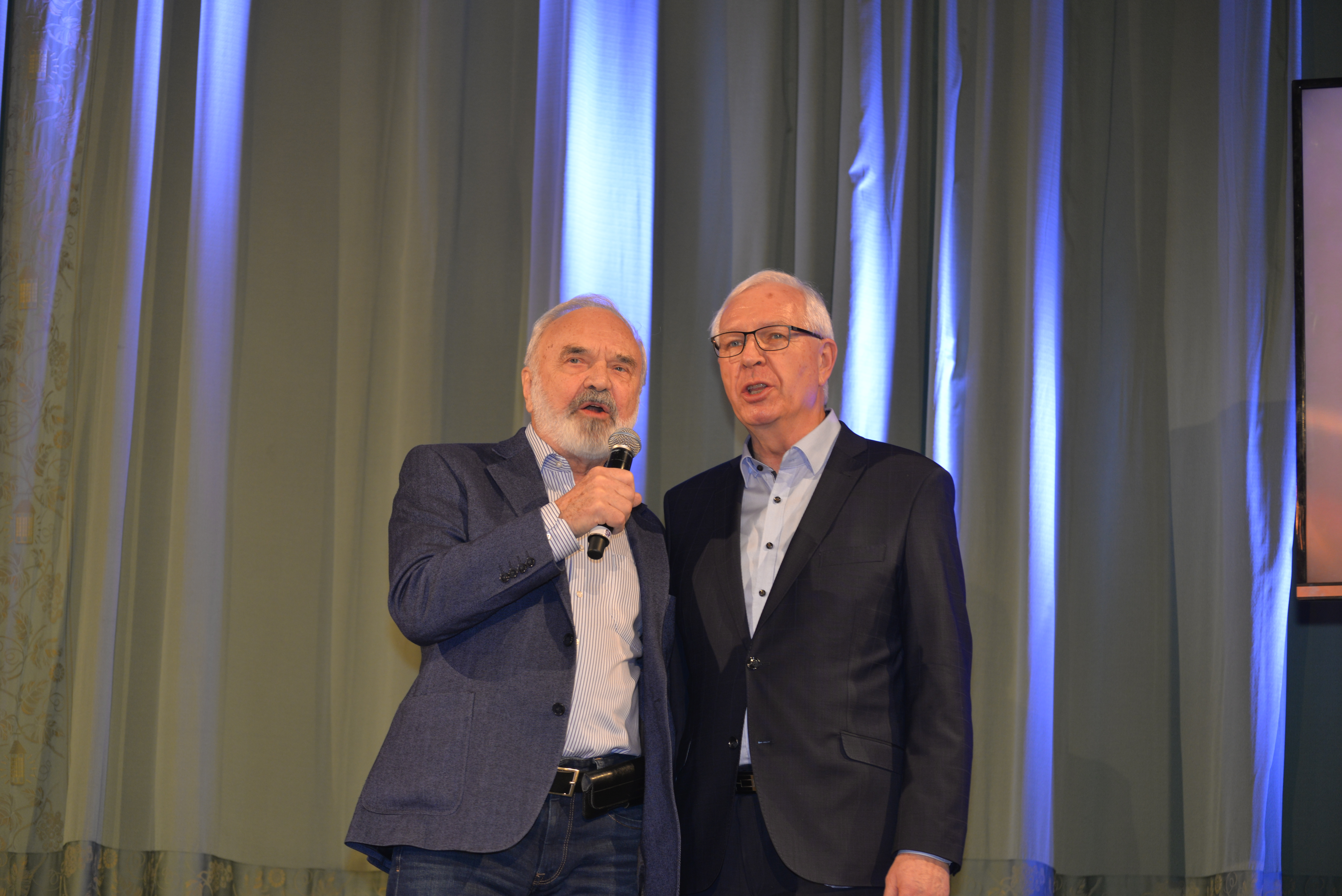
Jiří Drahoš a Zdeněk Svěrák v kině Lucerna 22. ledna 2018

V průběhu sčítání hlasů z prvního kola voleb 13. ledna nebo bezprostředně poté jednotliví kandidáti, kteří nepostoupili do 2. kola volby, vyjádřili svou podporu nebo doporučení svým voličům pro druhé kolo. Šest kandidátů podpořilo Jiřího Drahoše a Petr Hannig s Jiřím Hynkem podpořili Miloše Zemana. Michal Horáček například nabídl Drahošovi své předplacené plochy na billboardech. Zemana ve svých reakcích podpořilo hnutí SPD Tomia Okamury a předsedové ČSSD Milan Chovanec a KSČM Vojtěch Filip. Premiér bez důvěry Andrej Babiš zopakoval svou podporu vyjádřenou před prvním kolem, zároveň se však vyjádřil kriticky k Zemanovu okolí a vyzval ho k jasnému deklarování prozápadní orientace země. Z protikandidátů Miloše Zemana z voleb roku 2013 se všichni vyslovili pro volbu jeho oponenta.

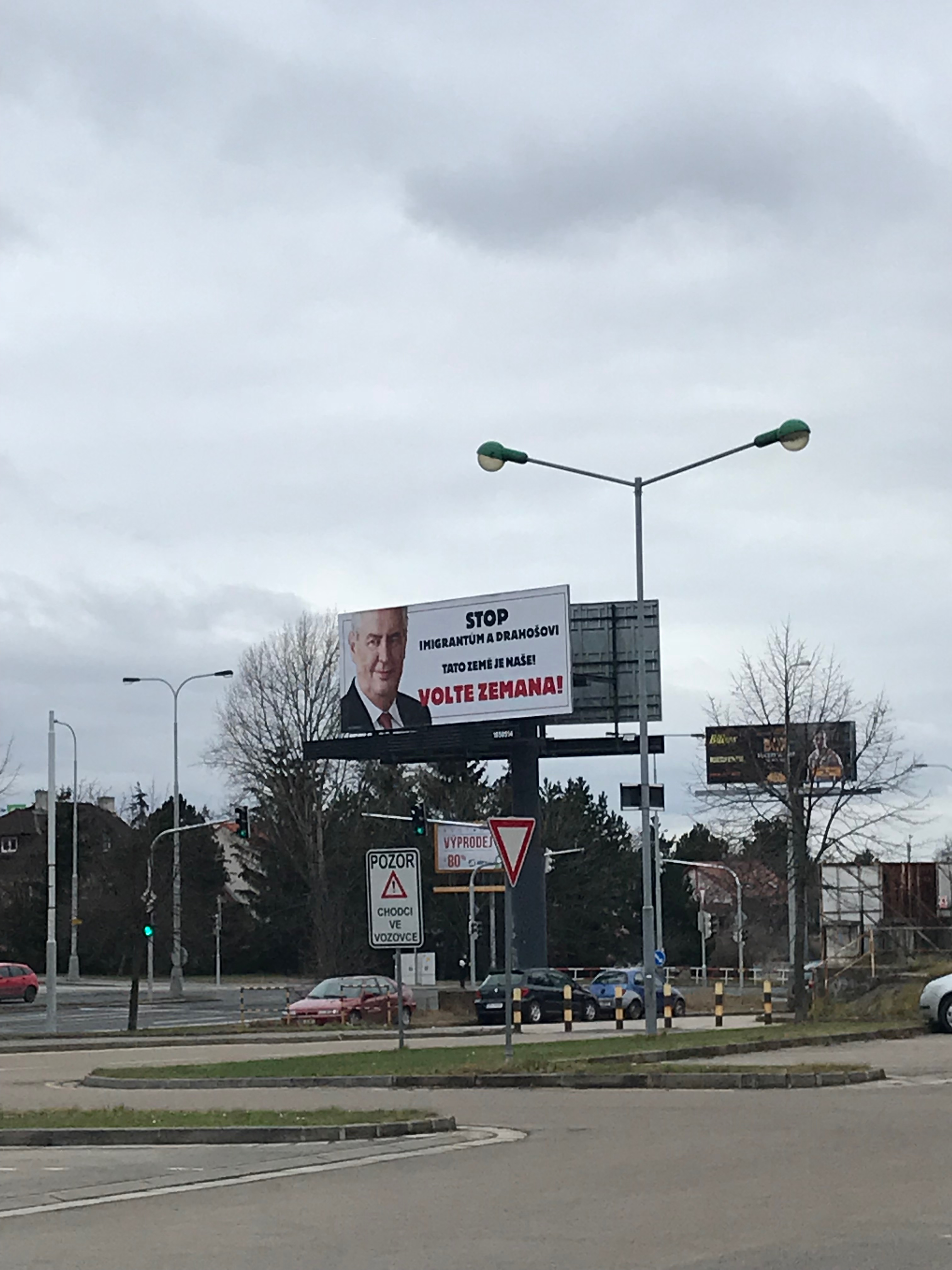
Billboard Přátel Miloše Zemana, který manipulativně útočil na Drahoše a kritizoval migranty

V prvním týdnu mezi oběma koly voleb uveřejnil spolek Přátelé Miloše Zemana v některých médiích (Deník či Právo) inzerát podporující volbu Miloše Zemana a útočící na jeho protikandidáta Jiřího Drahoše. Obdobný vizuál byl připraven rovněž pro venkovní reklamní plochy. Deník inzerát doplnil redakčním kontextem vysvětlujícím dezinformační povahu některých kampaní.

### Televizní debaty
Krátce po vyhlášení výsledků 1. kola voleb přijal Miloš Zeman výzvu Jiřího Drahoše, aby se s ním střetl v televizní debatě. Televizních diskusí před prvním kolem voleb se Zeman odmítal zúčastnit s tvrzením, že žádnou kampaň nevede a že jeho postoje jsou občanům známy. Následně média informovala o sporu mezi oběma kandidáty ohledně počtu takovýchto diskusí. Miloš Zeman v neděli 21. ledna vystoupil na TV Nova v rozhovoru s moderátorem Reyem Korantengem, zatímco Jiří Drahoš místo účasti dal přednost koncertům s osobní podporou „spoluprotikandidátů“ Horáčka, Fischera a Hilšera v Brně a Ostravě. Zeman mluvil o české i zahraniční politice, dle webu Demagog.cz ve své promluvě uvedl nejméně 9 nepravd oproti 11 pravdivým výrokům. Pořad nazvaný „Cesta na Hrad“ sledovalo asi 1,5 milionu diváků starších 15 let, tedy 30% podíl z aktuální sledovanosti. V pondělí 22. ledna absolvoval Miloš Zeman opět bez Jiřího Drahoše rozhovor v TV Barrandov s Jaromírem Soukupem v roli moderátora. Pořad sledovalo 659 tisíc diváků starších 15 let, tj. asi 15% podíl, což téhož večera předčily čtyři konkurující televizní seriály. Drahoš místo toho završil svou kontaktní kampaň na setkání s příznivci v pražské Lucerně s telemostem do Městského divadla Zlín, kde v té době debatovala jeho žena Eva.
Účast v diskusi TV Prima v úterý 23. ledna Drahoš potvrdil. Pořadem nazvaným „Česko hledá prezidenta“ a vysílaným z Hudebního divadla Karlín provázel Karel Voříšek za účasti 800 diváků, složených napůl z příznivců obou kandidátů. Duel sledovalo v průměru 2,2 milionu diváků, tj. zhruba 48% podíl na tuzemském televizním vysílání, což představovalo největší sledovanost večera i dne a zároveň rekord v celé 25leté historii televizní skupiny Prima. Živé webové vysílání na iPrima.cz zhlédlo 92 tisíc uživatelů a stream na sociální síti Facebook dalších 314 tisíc lidí. Podle analýzy Českého rozhlasu obsadil 24 minut Miloš Zeman, necelých 16 minut Jiří Drahoš, přes 14 minut moderátor, přes 12 minut publikum a 5 minut zabraly studiové vstupy. Dle webu Demagog.cz tentokrát Zeman vyslovil 7 nepravd proti 16 pravdivým výrokům a Drahoš 2 nepravdy proti 12 pravdám.
Debatu České televize v předvečer otevření volebních místností odmítl moderovat Václav Moravec, televize tak vybrala Světlanu Witowskou a jako místo konání zvolila dvoranu Rudolfina. Kandidátům bylo tentokrát umožněno přivést si jen po 30 podporovatelích a pravdivost výroků Zemana a Drahoše ihned ověřoval tým expertů, který poskytoval podporu dramaturgovi a moderátorce k bezprostřední reakci. Přímý přenos předčil ve sledovanosti všechny předchozí, dívalo se na něj 2,6 milionu diváků, což bylo i zhruba o milion víc než při finální debatě Zemana se Schwarzenbergem před 2. kolem minulé volby. Podle analýzy Demagog.cz byl pravdivostní poměr výroků podobný jako v předchozím duelu, Miloš Zeman uvedl 25 pravdivých a 14 nepravdivých výroků, Jiří Drahoš 30 pravdivých a jen 3 nepravdivé. Většina komentátorů hodnotila druhý televizní duel jako vyrovnaný, bez jasného vítěze. Podle některých však Drahoš „prohrál“ již úvod debaty kvůli své nervozitě. Mnozí oceňovali výkon moderátorky Witowské.
V listopadu 2018, deset měsíců po volbě, zveřejnila Rada pro rozhlasové a televizní vysílání hodnocení všech předvolebních debat. Ty v České televizi a na Nově byly dle jejího výroku „v podstatě v pořádku“, hůře na tom byla debata na Primě a největší výhrady měla Rada vůči TV Barrandov. V obou případech Rada zaznamenala zvýhodňování Zemana. S Primou zahájila správní řízení a Barrandovu dala upozornění s tím, že v případě opakování stejné chyby by následovala až několikamilionová pokuta. Obě zmíněné debaty kritizoval rovněž Syndikát novinářů České republiky.

## Stížnosti k registračnímu řízení
Kandidáti se do 27. listopadu (do 16 hodin) mohli obrátit na Nejvyšší správní soud České republiky.
Terezie Holovská, jejíž kandidátní listina byla odmítnuta, podala k Nejvyššímu správnímu soudu stížnost na registraci Petra Hanniga, Marka Hilšera, Jiřího Hynka, Vratislava Kulhánka a Mirka Topolánka, tedy kandidátů nominovaných skupinami senátorů a poslanců. Stěžovala si na dvojí výklad pravidel týkajících se možnosti poslanců a senátorů podepsat více kandidátních listin. Zatímco v roce 2013 Ministerstvo vnitra uvedlo, že takovýto postup možný není, v roce 2017 uvedlo opačný názor, aniž by došlo ke změně příslušného ustanovení zákona. Nejvyšší správní soud její stížnost odmítl, neboť k ní nebyla oprávněna. Současně však jako obiter dictum uvedl, že jeden poslanec či senátor může vždy navrhnout jen jednoho kandidáta a odklon od dosavadního názoru a rozhodovací praxe označil za ničím neodůvodněný. Ústavní soud České republiky ústavní stížnost Holovské proti rozhodnutí Nejvyššího správního soudu odmítl jako zjevně neopodstatněnou, současně obiter dictum Nejvyššího správního soudu označil za nepřípustné. Čtyři soudci však připojili k rozhodnutí odlišné stanovisko, v němž vyjádřili mj. přesvědčení, že soudy se budou k nastolené otázce nakonec muset věcně vyslovit.
Josef Toman se odvolal k Nejvyššímu správnímu soudu, protože tvrdil, že odevzdal dostatek občanských podpisů. Ministerstvo vnitra ale evidovalo jen arch s 11 podpisy. Soud Tomanovu stížnost zamítl.

## Kurzové sázky
Zpravodajské servery kromě průzkumů veřejného mínění sledují i kurzy sázkových kanceláří vypsané na vítězství kandidátů či možných uchazečů.
| Datum        | Sázková kancelář | Miloš Zeman | Jiří Drahoš | Michal Horáček | Mirek Topolánek | Marek Hilšer | Pavel Fischer | Vratislav Kulhánek | Petr Hannig | Jiří Hynek |
| ------------ | ---------------- | ----------- | ----------- | -------------- | --------------- | ------------ | ------------- | ------------------ | ----------- | ---------- |
| 29. 12. 2017 | SazkaBet         | 1,6         | 3,4         | 10             | 13              | 120          | 60            | 130                | 350         | 130        |
| 29. 12. 2017 | Fortuna          | 1,6         | 3,55        | 10,5           | 15              | 125          | 62            | 175                | 700         | 160        |
| 29. 12. 2017 | Tipsport         | 1,6         | 3,5         | 10             | 15              | 120          | 60            | 135                | 650         | 160        |

## Hlasování a výsledky

### 1. kolo

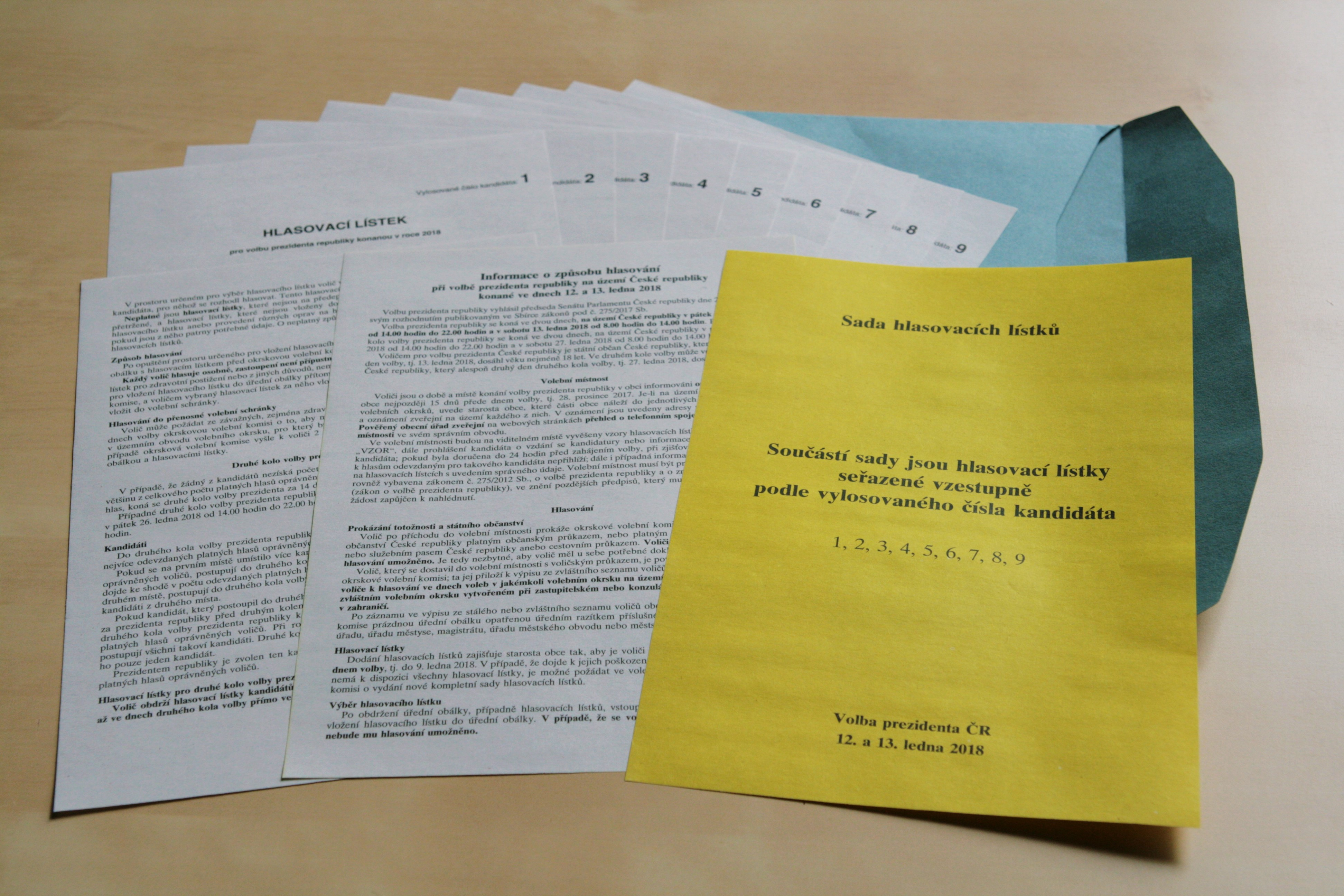
Sada hlasovacích lístků pro volbu 12.–13. ledna 2018

První kolo voleb bylo stanoveno na pátek 12. a sobotu 13. ledna 2018. V předchozích dnech obdrželi voliči do schránek sadu hlasovacích lístků s devíti kandidáty. Volbě prezidenta o týden předcházelo první kolo doplňovacích voleb do Senátu ČR v 39. volebním obvodu Trutnov, z něhož postoupili dva kandidáti do kola druhého. Právě to pak bylo stanoveno na termín shodný s prvním kolem prezidentské volby. V sedmi městech a obcích současně probíhala místní referenda, v nichž hlasovali občané Karlových Varů, Jablonce nad Nisou, Lhoty Rapotiny, opavské městské části Suché Lazce, Zubří, Brušperku a Všenor.
První volební místnosti se otevřely už ve čtvrtek 11. ledna ve 14.00 hodin místního času na ambasádě v Brasílii a konzulátu v São Paulu. V první volební den přišlo volit celkem kolem 40 % oprávněných voličů. Za oba dny nakonec dosáhla volební účast hodnoty 61,92 %, tedy o 0,61 procentního bodu více než v předchozí volbě prezidenta.
V pátek 12. ledna narušila hlasování kandidáta Miloše Zemana přímo ve volební místnosti polonahá aktivistka ukrajinského feministického extrémistického hnutí FEMEN. Žena angolsko-ukrajinského původu Anželina Diašová se vrhla před prezidenta a odhalovala na těle nápis, který rovněž opakovaně volala: „Zeman Putin's Slut“ (Zeman je Putinova běhna). Zeman odhlasoval o několik minut později a uvedl, že je poctěn, jelikož ho napadla aktivistka téže skupiny, která nedávno napadla také papeže. Ve skutečnosti skupina papeže nenapadla, pouze se aktivistka Alisa Vinogradovová pokusila 25. prosince 2017 zmocnit sošky Ježíška z betlému na Svatopetrském náměstí, přičemž křičela „Bůh je žena“. Kandidáti Michal Horáček a Mirek Topolánek se odmítli k incidentu vyjádřit, podle Pavla Fischera šlo o „politováníhodný incident, ke kterému nemělo dojít“, Marek Hilšer označil „protestování ve volební místnosti jako krajně nevhodné“, podle Jiřího Drahoše aktivistka provedla „velkou nerozvážnost“, když riskovala svůj život vzhledem k potenciálně razantnější reakci ochranky. Obvodní soud pro Prahu 5 již v neděli 14. ledna 2018 ve zrychleném řízení udělil Anželině Diašové trest tří měsíců odnětí svobody s roční podmínkou a navíc vyhoštění ze země s ročním zákazem návratu.
Z prvního kola do druhého nakonec postoupili Miloš Zeman a Jiří Drahoš. Výsledky byly následující:
| Kandidát               | Kandidát               | Strana                 | Hlasy     | %     |
| ---------------------- | ---------------------- | ---------------------- | --------- | ----- |
|                        | Miloš Zeman            | SPOZ                   | 1 985 547 | 38,56 |
|                        | Jiří Drahoš            | nestraník              | 1 369 601 | 26,60 |
|                        | Pavel Fischer          | nestraník              | 526 694   | 10,23 |
|                        | Michal Horáček         | nestraník              | 472 643   | 9,18  |
|                        | Marek Hilšer           | nestraník              | 454 949   | 8,83  |
|                        | Mirek Topolánek        | nestraník              | 221 689   | 4,30  |
|                        | Jiří Hynek             | Realisté               | 63 348    | 1,23  |
|                        | Petr Hannig            | ROZUMNÍ                | 29 228    | 0,56  |
|                        | Vratislav Kulhánek     | ODA                    | 24 442    | 0,47  |
| Celkem                 | Celkem                 | Celkem                 | 5 148 141 | 100   |
|                        |                        |                        |           |       |
| Platné hlasy           | Platné hlasy           | Platné hlasy           | 5 148 141 | 99,44 |
| Neplatné hlasy         | Neplatné hlasy         | Neplatné hlasy         | 29 097    | 0,56  |
| Celkem hlasů           | Celkem hlasů           | Celkem hlasů           | 5 177 238 | 100   |
| Voliči v seznamu/Účast | Voliči v seznamu/Účast | Voliči v seznamu/Účast | 8 366 433 | 61,92 |
| Zdroj:                 |                        |                        |           |       |

Vítězové prvního kola podle okresů:
Miloš Zeman
Jiří Drahoš

Na českých zastupitelských úřadech v 90 zemích odevzdalo platný hlas v prvním kole 12 463 voličů a volební účast byla 73,23 %. Na prvním místě byl Jiří Drahoš (45,22 %), dále Pavel Fischer (20,51 %), Marek Hilšer (11,3 %), Michal Horáček (9,48 %), Miloš Zeman (7,47 %), Mirek Topolánek (4,51 %), Jiří Hynek (1,04 %), Vratislav Kulhánek (0,33 %) a Petr Hannig (0,14 %). Dle České televize se volilo v 89 zemích na 109 místech a odevzdáno bylo necelých 12 000 hlasů, z toho nejvíce ve Velké Británii (1 619), Německu (1 440) a Belgii (1 044).
Sčítání hlasů poznamenala nesrovnalost ve třech volebních okrscích: v Litomyšli, Českých Budějovicích a v posledním zpracovaném okrsku č. 8089 v Praze-Bohnicích. Ve výsledcích bylo započteno více než 100 % odevzdaných hlasů a volební komise již nedokázala zpětně dohledat příčinu chyby. Odchylka v řádu několika kusů podle Českého statistického úřadu vznikla pravděpodobně slepením několika hlasovacích lístků, které komise při rozbalování obálek neodhalila, takže je nevyřadila jako neplatné.

### 2. kolo

Vítězové druhého kola podle okresů:
Miloš Zeman
Jiří Drahoš

Pro hlasování v druhém kole voleb byl stanoven termín v pátek 26. a sobotu 27. ledna 2018, opět ve stejný čas jako v kole prvním, tedy od 14 do 22 a od 8 do 14 hodin, jak vyplývá z volebního zákona. V tomto kole už voliči nedostali hlasovací lístky do poštovních schránek, ale obdrželi je přímo ve volební místnosti. Vytištěny byly opět lístky pro všechny kandidáty z prvního kola pro případ, že by se některý z finalistů nominace vzdal a místo něj by postoupil další z kandidátů.
Vítězem voleb se stal stávající prezident Miloš Zeman s 51,36 %, který porazil Jiřího Drahoše se 48,63 %. Pro Miloše Zemana hlasovalo o 152 184 více voličů. Podle sdělení Státní volební komise z celkových 8 362 987 oprávněných voličů odevzdalo celkem 5 567 627 úřední obálku a z toho bylo 5 554 596 platných hlasů. Volební účast byla 66,6 %, tedy o 4,68 % vyšší než v prvním kole prezidentských voleb a o celých 7,49 % vyšší než v druhém kole prezidentských voleb v roce 2013. Celkově byla účast nejvyšší od parlamentních voleb v roce 1998.
| Kandidát               | Kandidát               | Strana                 | Hlasy     | %     |
| ---------------------- | ---------------------- | ---------------------- | --------- | ----- |
|                        | Miloš Zeman            | SPOZ                   | 2 853 390 | 51,36 |
|                        | Jiří Drahoš            | nestraník              | 2 701 206 | 48,63 |
| Celkem                 | Celkem                 | Celkem                 | 5 554 596 | 100   |
|                        |                        |                        |           |       |
| Platné hlasy           | Platné hlasy           | Platné hlasy           | 5 554 596 | 99,77 |
| Neplatné hlasy         | Neplatné hlasy         | Neplatné hlasy         | 13 031    | 0,23  |
| Celkem hlasů           | Celkem hlasů           | Celkem hlasů           | 5 567 627 | 100   |
| Voliči v seznamu/Účast | Voliči v seznamu/Účast | Voliči v seznamu/Účast | 8 362 987 | 66,60 |
| Zdroj:                 |                        |                        |           |       |

### Analýzy a stížnosti k průběhu voleb
Během voleb došlo k několika nesrovnalostem. Člen Drahošova poradního týmu Jiří Grygar ještě před oznámením výsledků hlasování prohlásil: „V situaci, kdy v některých volebních místnostech voliči dostávají lístky pouze s jménem Miloše Zemana, tak začínám být skeptický, jak to dopadne.“
Po volbě bylo podáno na Nejvyšší správní soud celkem 70 stížností. Většina z nich kriticky poukazovala na kampaň stávajícího prezidenta a nejasnosti jejího financování. Soud zamítl všechny stížnosti k 21. únoru, neboť žádná nesrovnalost nebo jednání v rozporu s volebním zákonem nebyly tak závažné, aby měly vliv na výsledek voleb. Poté již nic nebránilo tomu, aby Miloš Zeman složil slib. Některá zamítavá či odmítavá usnesení však byla napadena ústavními stížnostmi. Ústavní soud poslední stížnost zamítl v září 2018 a tak potvrdil výsledek prezidentských voleb.